# Nurhan
Nurhan ist ein türkischer männlicher und (überwiegend) weiblicher Vorname arabischer und türkischer Herkunft. Der Vorname hat die Bedeutung „Herrscher, der Licht verbreitet“, bzw. „Herrscherin, die Licht verbreitet“.

## Namensträger
- Nurhan Atasoy (* 1934), türkische Kunsthistorikerin
- Nurhan Soykan (* 1970), Generalsekretärin des Zentralrats der Muslime in Deutschland

- Nurhan Süleymanoğlu (* 1971), türkischer Boxer